# Triplo ritratto di Enrichetta Maria
Il Triplo ritratto di Enrichetta Maria è un dipinto del 1638 di Antony van Dyck che mostra la moglie di Carlo I d'Inghilterra. Charles aveva precedentemente incaricato van Dyck di produrre un triplo ritratto di se stesso da inviare in Italia in modo che Bernini potesse produrne un busto. Quando il busto arrivò, la regina ordinò un busto di se stessa al Bernini e incaricò van Dyck di produrre un simile triplo ritratto. Il profilo rivolto a sinistra e la vista a tutto campo si trovano nella Royal Collection mentre il profilo rivolto a destra è al Memphis Brooks Museum of Art.
Van Dyck inserì nel 1635 Carlo I nel ritratto; il re aveva infatti chiesto a Bernini, che non si sposatava mai da Roma, di realizzare una statua raffigurante il suo busto. Per la sua realizzazione, Carlo I inviò a Roma la tela di van Dyck e Bernini poté realizzare il busto (perduto in seguito al grande incendio di Londra). Quando l'opera arrivò a Londra, la regina ordinò che il maestro italiano realizzasse la medesima opera, raffigurante però il suo busto. Così van Dyck fu incaricato di realizzare le tre tele, che dovevano poi essere inviate in Italia.